# Jacques Bosmans
Jacobus (Jaques) Bosmans (Rijmenam, 10 april 1783 – aldaar, 26 december 1862) was een Belgisch brouwer en katholiek politicus. Hij werd lid van het Nationaal Congres.

## Levensloop
Zijn vader was Theodoor Bosmans, schepen en burgemeester van Rijmenam. Na zijn huwelijk met Bernardina Dens (dochter van brouwer en  gemeenteraadslid te Heist-op-den-Berg Jan Dens) werd hij zelf ook actief als brouwer bij brouwerij Sint Eloy. Omstreeks 1811 werd hij aangesteld als schepen in zijn geboortedorp. Deze functie oefende hij uit tot hij in 1818 benoemd werd als burgemeester.
Bosmans werd tot plaatsvervangend lid van het Nationaal Congres verkozen. Hij zetelde praktisch onmiddellijk, omdat het verkozen lid, het Lierse gemeenteraadslid G. Stalpaert, zijn verkiezing had afgewezen. Bosmans behoorde tot de katholieke groep en stemde met deze groep mee in alle grote stemmingen.  Zo stemde hij voor de goedkeuring van de onafhankelijkheidsverklaring en voor de eeuwigdurende uitsluiting van de Nassaus. In de eerste ronde voor een staatshoofd gaf hij zijn stem aan hertog August van Leuchtenberg en voor het regentschap verkoos hij Félix de Merode. Hij stemde voor Leopold van Saksen Coburg en voor de aanvaarding van het Verdrag der XVIII artikelen. Hij nam geen enkele maal het woord.
Bij de eerste Belgische provincieraadsverkiezingen op 29 september 1836 werd hij - evenals zijn schoonbroer Jacobus Dens - verkozen tot provincieraadslid in het kanton Duffel. Hij oefende dit mandaat uit van 1836 tot 1844. Later werd hij aangesteld als gedeputeerde voor de provincie.